# Wywłócznik różnolistny
Wywłócznik różnolistny (Myriophyllum heterophyllum Michx.) – gatunek z rodziny wodnikowatych Haloragaceae. Pochodzi z Ameryki Północnej. Jest uprawiany jako roślina akwariowa i został zawleczony m.in. do Chin i Ameryki Środkowej, a także do Europy, gdzie jego występowanie stwierdzono na terenie Austrii, Belgii, Francji, Niemiec, Niderlandów,  Hiszpanii, Szwajcarii. Poza obszarem swojego naturalnego występowania ma status gatunku inwazyjnego. W Europie jest ujęty na liście inwazyjnych gatunków obcych stwarzające zagrożenie dla Unii Europejskiej.

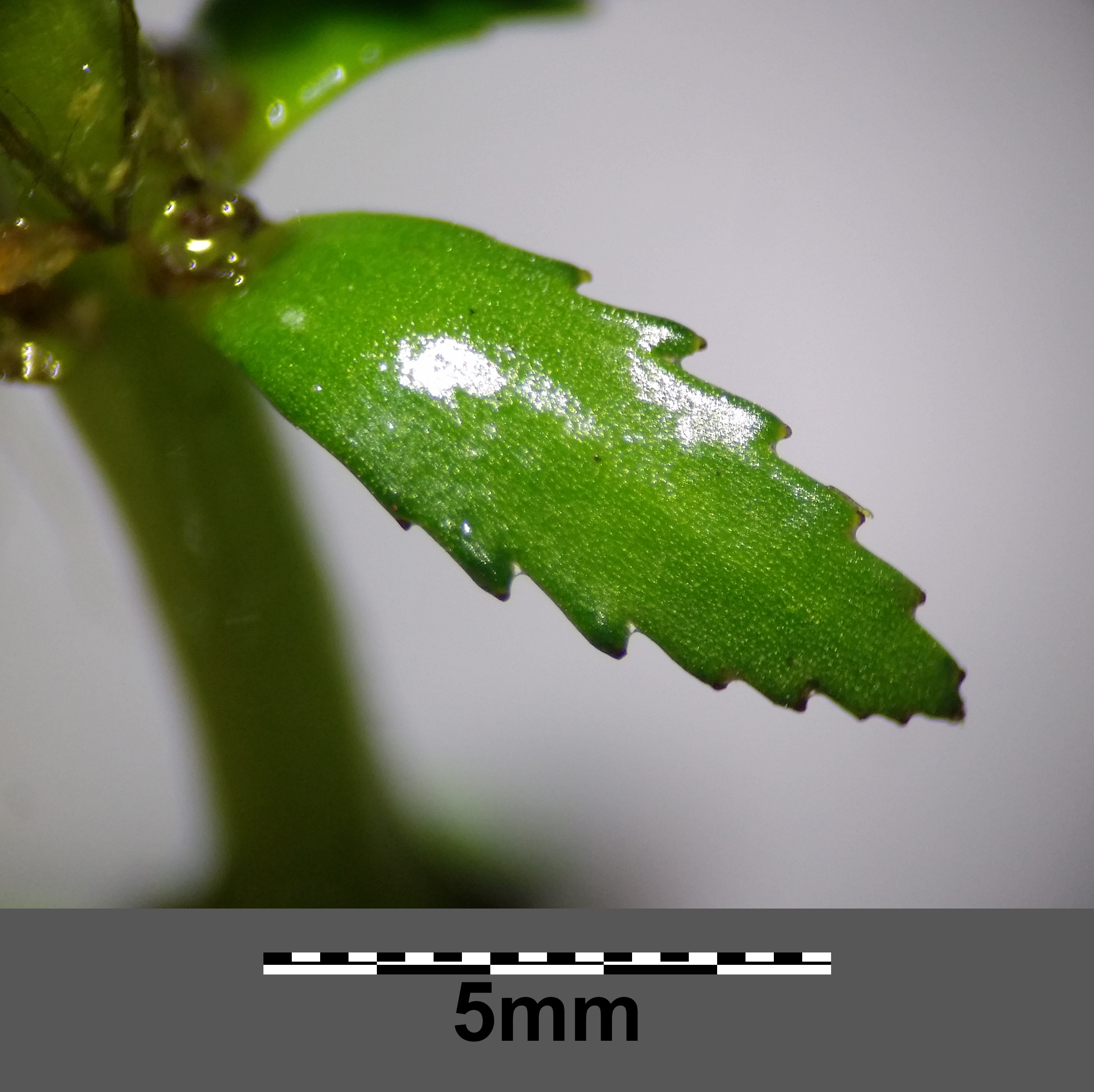
Górny liść
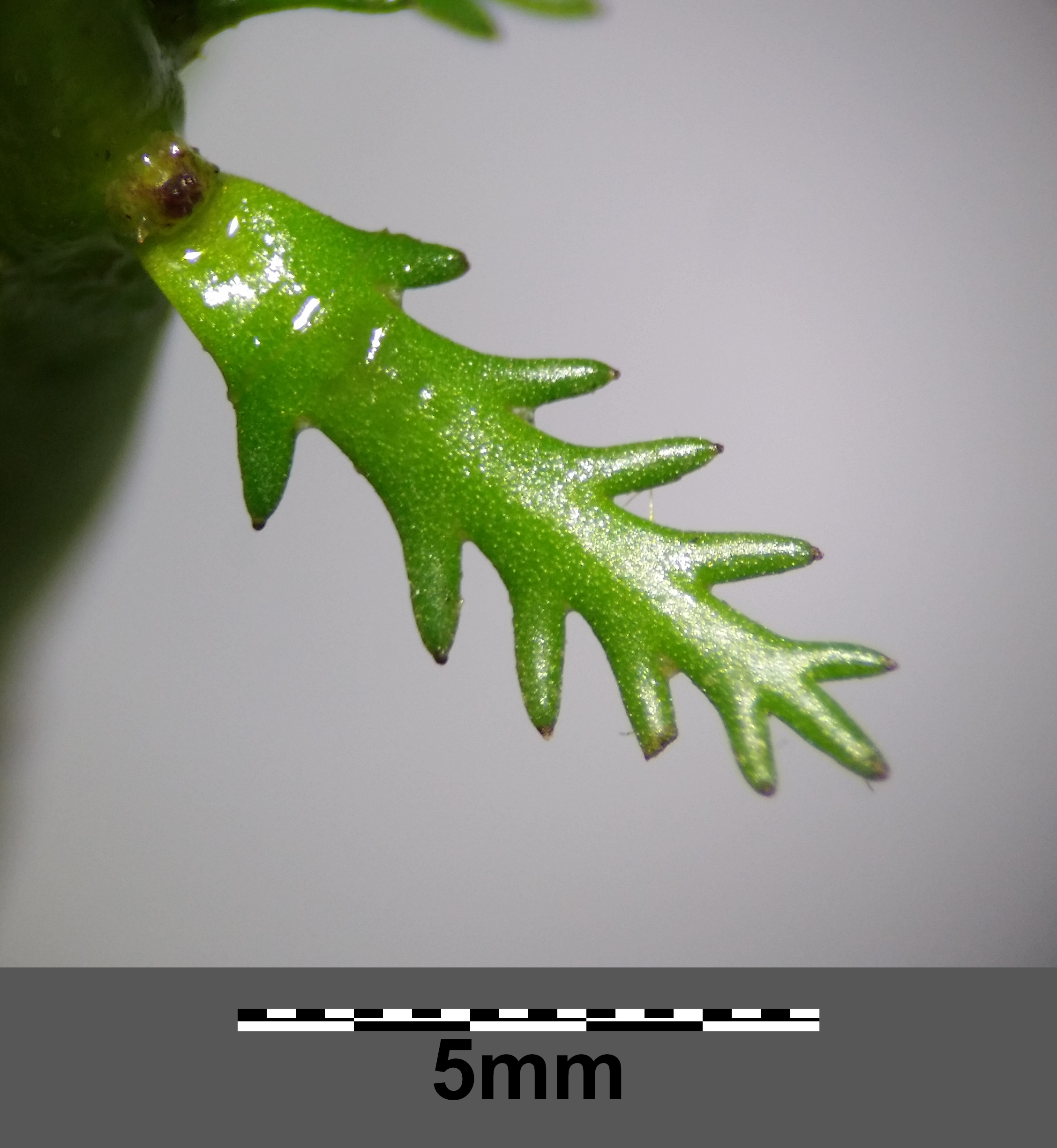
Środkowy liść
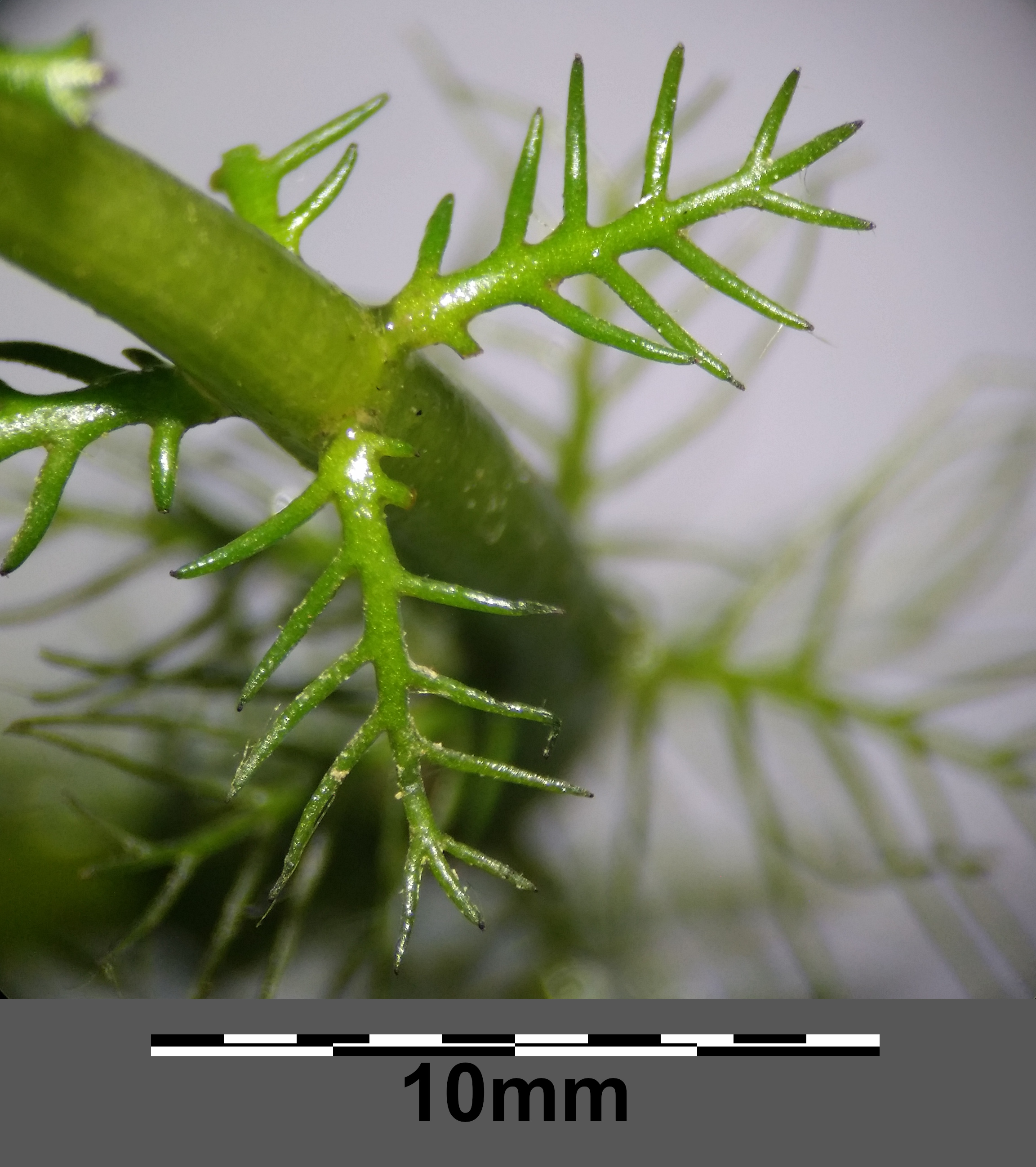
Dolne liście